# Ethelbert Stauffer
Ethelbert Stauffer (Friedelsheim, 8 mei 1902 - Erlangen, 1 augustus 1979) was een protestants theoloog en hoogleraar die in 1943 werd ontheven uit zijn functie vanwege zijn antifascistische houding en voordrachten.
Stauffer was hoogleraar Nieuwe Testament en directeur van het instituut voor antieke religiestudies aan de universiteit van Bonn. Hij deed veel onderzoek naar de relatie tussen de Romeinse bronnen en het vroege christendom. Hij ontdekte dat er grote structuurovereenkomsten zijn tussen de lijdensgeschiedenis van Julius Caesar en het lijdensverhaal van Jezus Christus, en stelde dat het onderzoek naar het bijzettingsritueel van Caesar nog voor een deel braak terrein was en dat verder onderzoek geboden was.
"Want Caesars’ rouwplechtigheid is een van de belangrijkste gebeurtenissen uit de Nieuw Testamentische geschiedenis.  Van klaagrituelen bij lijdende en stervende goden was sinds  lange tijd al sprake in de antieke oriënt. Maar hier zijn de lijdensgevoelens verbonden met de gewelddadige dood van  een mens van vlees en bloed, en deze mens is de moedigste politicus die de antieke oudheid ooit heeft gekend. Bij Caesars’ lijden en dood wordt het politieke evangelie van zijn vergevinsgezindheid tot grote droefheid, een aanklacht en een roep om gerechtigheid. Niettemin wordt hier vooruitgelopen op bepaalde motieven die  - al 75 jaar voor de dood van Jezus – later een grote betekenis krijgen in de Goede-Vrijdag liturgie van de Roomse mis." 
Bibliografie
- Christus und die Caesaren, Hamburg 1952
- Christ and the Caesars. Historical sketches (translated by Kaethe Gregor Smith and Ronald Gregor Smith). London: SCM-Press, 1955
- Jerusalem und Rom im Zeitalter Jesu Christi, Bern 1957
- Jesus: Gestalt und Geschichte, 1957
- New Testament Theology, 1963